# Kwemo Koszka
Kwemo Koszka (ros. Dyrchidżyn) – wieś w Osetii Południowej, w regionie Dżawa. W 2015 roku liczyła 9 mieszkańców.